# Bużka
Bużka – wieś sołecka w Polsce położona w województwie mazowieckim, w powiecie łosickim, w gminie Sarnaki.
Wieś jest położona na terenie Parku Krajobrazowego Podlaski Przełom Bugu, w odległości 1 km od Bugu przy ujściu Sarenki. Leży w pobliżu drogi krajowej nr 19, w odległości 2 km na wschód od wsi Kózki. Zamieszkuje ją ok. 50 osób zajmujących się rolnictwem. W okresie letnim wieś jest odwiedzana przez turystów ze względu na malownicze krajobrazy.
W latach 1975–1998 miejscowość administracyjnie należała do województwa bialskopodlaskiego.
Wierni Kościoła rzymskokatolickiego należą do parafii św. Stanisława Biskupa i Męczennika w Sarnakach.